# Норбеков, Хусниддин Киличбоевич
Хусниддин Киличбоевич Норбеков (23 мая 1987 года, Навои, Навоийская область, Узбекская ССР) — узбекский легкоатлет-паралимпиец, специализирующийся в метание диска и толкание ядра, член сборной Узбекистана. Паралимпийский чемпион Летних Паралимпийских игр 2016 и Летних Паралимпийских игр 2020. Трёхкратный победитель Чемпионата мира по лёгкой атлетике (МПК) и двукратный чемпион Летних Параазиастких игр.

## Биография
В 2008 году начал заниматься профессионально спортом в родном городе Навои. С 2009 года начал принимать участие в международных соревнованиях за сборную Узбекистана. В 2014 году на Летних Параазиатских играх в Инчхоне (Республика Корея) завоевал золотую медаль. В 2015 году на Чемпионате мира по лёгкой атлетике (МПК) в Доха (Катар) в метании диска в категории F37 завоевал золотую медаль первенства, а в соревновании по толканию ядра удостоен бронзовой медали.
В 2016 году на Летних Паралимпийских играх в Рио-де-Жанейро (Бразилия) в соревновании по метанию диска в категории F37 завоевал золотую медаль, став олимпийским чемпионом. В соревновании по толканию ядра в своей категории выиграл бронзовую медаль паралимпийских игр. В этом же году президент Узбекистана Шавкат Мирзиёев присвоил Хусниддину звание «Гордость Узбекистана» («Ўзбекистон ифтихори»).
В 2017 году на Чемпионате мира по лёгкой атлетике (МПК) в Лондоне (Великобритания) в метании диска выиграл золотую медаль, а в толкании ядра завоевал серебряную медаль. В 2018 году на Летних Параазиатских играх в Джакарте (Индонезия) завоевал золотую медаль. В 2019 году на Чемпионате мира по лёгкой атлетике (МПК) в Дубае (ОАЭ) в толкании ядра с результатом 17,32 метра выиграл золотую медаль и установил мировой рекорд в соревновании для категории F37.
В 2021 году на Летних Паралимпийских играх в Токио (Япония) выиграл золотую медаль в толкании ядра с результатом 16,13 метра в категории F35, став двукратным паралимпийским чемпионом. В этом же году президент Узбекистана Шавкат Мирзиёев присвоил Хусниддину звание Заслуженный спортсмен Республики Узбекистан («Ўзбекистон Республикасида хизмат кўрсатган спортчи»).
В 2024 году указом президента Узбекистана Шавката Мирзиёева награждён орденом «Фидокорона хизматлари учун».

## Примечание
1. ↑  Gracenote Sports — 1995.
2. ↑  Khusniddin Norbekov - Athletics | Paralympic Athlete Profile (англ.). International Paralympic Committee. Дата обращения: 8 февраля 2022. Архивировано 4 февраля 2022 года.
3. 1 2  Поздравляем Хусниддина Норбекова | UZBEKISTAN TENNIS FEDERATION. tennis.uz. Дата обращения: 8 февраля 2022. Архивировано 8 февраля 2022 года.
4. ↑  Хусниддин Норбеков завоевал «бронзу» ЧМ в Дохе. www.aloqada.com. Дата обращения: 8 февраля 2022. Архивировано 8 февраля 2022 года.
5. ↑  Rio 2016 - athletics - mens-discus-f37 (англ.). International Paralympic Committee. Дата обращения: 8 февраля 2022. Архивировано 8 февраля 2022 года.
6. ↑  Rio 2016 - athletics - mens-shot-put-f37 (англ.). International Paralympic Committee. Дата обращения: 8 февраля 2022. Архивировано 8 февраля 2022 года.
7. ↑  УП-4846-сон 22.09.2016. О награждении группы спортсменов и тренеров, добившихся высоких результатов на XV летних Паралимпийских играх в городе Рио-де-Жанейро. lex.uz. Дата обращения: 8 февраля 2022. Архивировано 8 февраля 2022 года.
8. ↑  China finish top of medals table as World Para Athletics Championships conclude. www.insidethegames.biz (1500844740). Дата обращения: 8 февраля 2022. Архивировано 27 июля 2017 года.
9. ↑  Perfect 10 for Durand at World Para Athletics Championships. www.insidethegames.biz (1573507620). Дата обращения: 8 февраля 2022. Архивировано 15 августа 2021 года.
10. ↑  Паралимпиада-2020. Хусниддин Норбеков завоевал «золото». Газета.uz (2 сентября 2021). Дата обращения: 3 февраля 2022. Архивировано 3 февраля 2022 года.
11. ↑  uza.uz. О награждении группы спортсменов и тренеров, добившихся высоких результатов на ХVI летних Паралимпийских играх в городе Токио (узб.). Uza.uz (10 сентября 2021). Дата обращения: 8 февраля 2022. Архивировано 10 сентября 2021 года.
12. ↑  Указ Президента Республики Узбекистан «О награждении группы спортсменов и тренеров, добившихся высоких результатов на XVII летних Паралимпийских играх в городе Париже». Дата обращения: 12 сентября 2024. Архивировано 12 сентября 2024 года.